# Висша футболна лига
Висша футболна лига (или още Висша професионална футболна лига) е футболен турнир за определяне на шампиона на България в периода 2000-2003. Лигата е съставена от 14 отбора.

## История
Регламентът през всеки сезон е различен. В първия сезон 2000/01 участват 14 отбора като регламента е срещите да се играят на принципа всеки срещу всеки на разменено гостуване. Последните два отбора изпадат директно, а 12-ия играе плейоф за оставане/влизане във ВПФЛ с третия отбор от Втора футболна лига. С историческо значение е промяната в регламента през сезон 2001/02. Първенството на ВФЛ е разделено на две фази. Първата е редовен сезон, в който 14-те отбора играят всеки срещу всеки в две срещи на разменено гостуване (26 кръга). Втората фаза е плейофна. Групата е разделена на две подгрупи. Завършилите от 1-во до 6-о място в първата фаза играят на разменено гостуване всеки срещу всеки за определяне на шампиона и участниците в евротурнирите, Отборите заели местата от 7-о до 14-о на същия принцип играят за определяне на изпадащите в Първа футболна лига отбори. Този уникален в българската футболна история експеримент за формата на първото ниво не се повтаря през следващия сезон 2002/03. В това последно издание на ВФЛ нещата изглеждат заначително опростени. 14-те отбора играят по познатия регламент на А РФГ всеки срещу всеки в две срещи на разменено гостуване, а последните два отбора отпадат от лигата.

## Победители във ВФЛ
- 2000/01 Левски (София)
- 2001/02 Левски (София)
- 2002/03 ЦСКА (София)